# Buddy Vedder
Pour les articles homonymes, voir Vedder.
Buddy Vedder, né le 26 août 1994 à Utrecht, est un acteur, doubleur, chanteur et présentateur néerlandais.

## Filmographie

### Téléfilms
- 2015-2017 : Goede Tijden, Slechte Tijden : Rover Dekker
- 2016 : De TV Kantine (nl) : Igone de Jongh
- 2017 : The Christmas Show : Justin Scrooge	5
- 2018 : De TV Kantine (nl) : Rappeur Boef

### Doublage
- 2015 : Thunderbirds Are Go! : Alan Tracy
- 2016 : Sing : Baviaan
- 2016 : Ballerina : Victor
- 2017 : The Lego Batman Movie de Chris McKay : Deux rôles (Dick Grayson et Robin)
- 2017 : The Boss Baby de Tom McGrath : Deux rôles (Volwassen Tim et Verteller)
- 2017 : Bigfoot Junior de Ben Stassen et Jérémie Degruson : Adam
- 2017 : De Kleine Vampier 3D : Rudolph de Vampier

## Animation
- 2015-2018 : Kids Top 20 (en) : Présentateur
- 2017 : Carlo's TV Café (nl) : Présentateur
- 2017 : Het Pandajournaal	: Présentateur
- 2017 : Lang Leve de Muziek Show : Présentateur
- 2017 : Smart & Dart : Présentateur

## Discographie

### Album studio
- 2018 : Elvy’s Wereld - So Ibiza (Original Motion Picture Soundtrack) (sorti le 21 septembre 2018)[2]